# 2004
- Wikisource

| Calendário gregoriano                                                        | 2004 MMIV                           |
| Ab urbe condita                                                              | 2757                                |
| Calendário arménio                                                           | 1454 – 1455                         |
| Calendário bahá'í                                                            | 160 – 161                           |
| Calendário budista                                                           | 2548                                |
| Calendário chinês                                                            | 4700 – 4701 Início a 22 de janeiro  |
| Calendário copta                                                             | 1720 – 1721                         |
| Calendário etíope                                                            | 1996 – 1997                         |
| Calendários hindus - Vikram Samvat - Calendário nacional indiano - Cáli Iuga | 2059 – 2060 1925 – 1926 5104 – 5105 |
| Calendário Holoceno                                                          | 12004                               |
| Calendário islâmico                                                          | 1425 – 1426                         |
| Calendário judaico                                                           | 5764 – 5765 Início a 16 de setembro |
| Calendário persa                                                             | 1382 – 1383 Início a 20 de março    |
| Calendário rúnico                                                            | 2254                                |
| Calendário solar tailandês                                                   | 2547                                |

2004 (MMIV, na numeração romana) foi um ano bissexto do século XXI que começou numa quinta-feira, segundo o calendário gregoriano. As suas letras dominicais foram DC. A terça-feira de Carnaval ocorreu a 24 de fevereiro e o domingo de Páscoa a 11 de abril. Segundo o horóscopo chinês, foi o ano do Macaco, começando a 22 de janeiro.

| Evento                                                   | Data            | Hora  |
| -------------------------------------------------------- | --------------- | ----- |
| Aquário                                                  | 20 de janeiro   | 17:43 |
| Peixes                                                   | 19 de fevereiro | 07:50 |
| primavera no hemisfério norte e outono no hemisfério sul |                 |       |
| Carneiro/equinócio                                       | 20 de março     | 06:49 |
| Touro                                                    | 19 de abril     | 17:51 |
| Gémeos                                                   | 20 de maio      | 17:00 |
| verão no hemisfério norte e inverno no hemisfério Sul    |                 |       |
| Caranguejo/solstício                                     | 21 de junho     | 00:57 |
| Leão                                                     | 22 de julho     | 11:51 |
| Virgem                                                   | 22 de agosto    | 18:54 |
| Outono no Hemisfério Norte e Primavera no Hemisfério Sul |                 |       |
| Balança/equinócio                                        | 22 de setembro  | 16:30 |
| Escorpião                                                | 23 de outubro   | 01:49 |
| Sagitário                                                | 21 de novembro  | 23:22 |
| inverno no hemisfério norte e verão no hemisfério sul    |                 |       |
| Capricórnio/solstício                                    | 21 de dezembro  | 12:42 |

| UTC: Portugal Continental, Madeira, Guiné-Bissau e São Tomé e Príncipe Subtrair (-): 1 h nos Açores e Cabo Verde 2 h nas Ilhas oceânicas brasileiras 3 h em Brasília, em Goiás, na Amazônia Oriental Brasileira e no nordeste, sudeste e sul brasileiros 4 h na Amazônia Ocidental Brasileira, Mato Grosso e Mato Grosso do Sul 5 h no Acre e sudoeste do Amazonas Adicionar (+): 1 h em Angola e Guiné Equatorial 2 h em Moçambique 8 h em Macau 9 h em Timor-Leste. |
| Adicionar uma hora durante a vigência do horário de verão: Portugal Continental : De 28 de março a 31 de outubro de 2004 |

| Ano completo                           |
| -------------------------------------- |
| Ano bissexto com início à quinta-feira |

Celebraram-se naquele ano:
- Ano Iberoamericano do Portador de Deficiência
- Ano Internacional do Arroz (pelas Nações Unidas)
- Ano Internacional para Comemorar a Luta Contra a Escravidão e a sua Abolição (pela UNESCO)

## Eventos

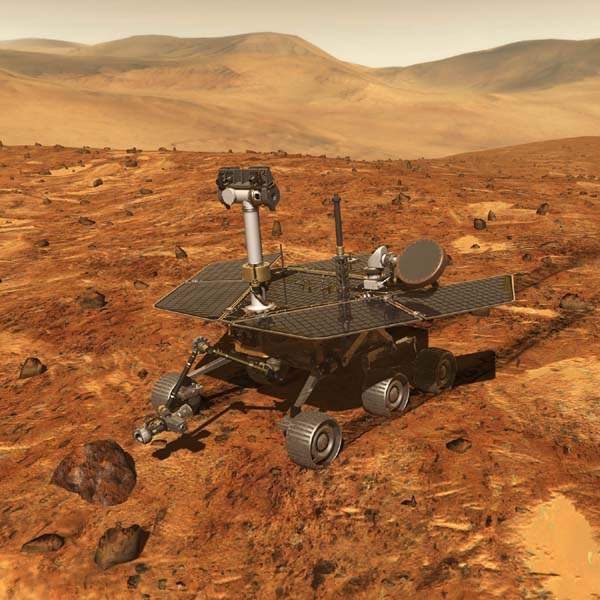
8 de fevereiro - o robô Opportunity da NASA recolhe imagens de um sistema rochoso, em Marte, que indica a existência de água no planeta.

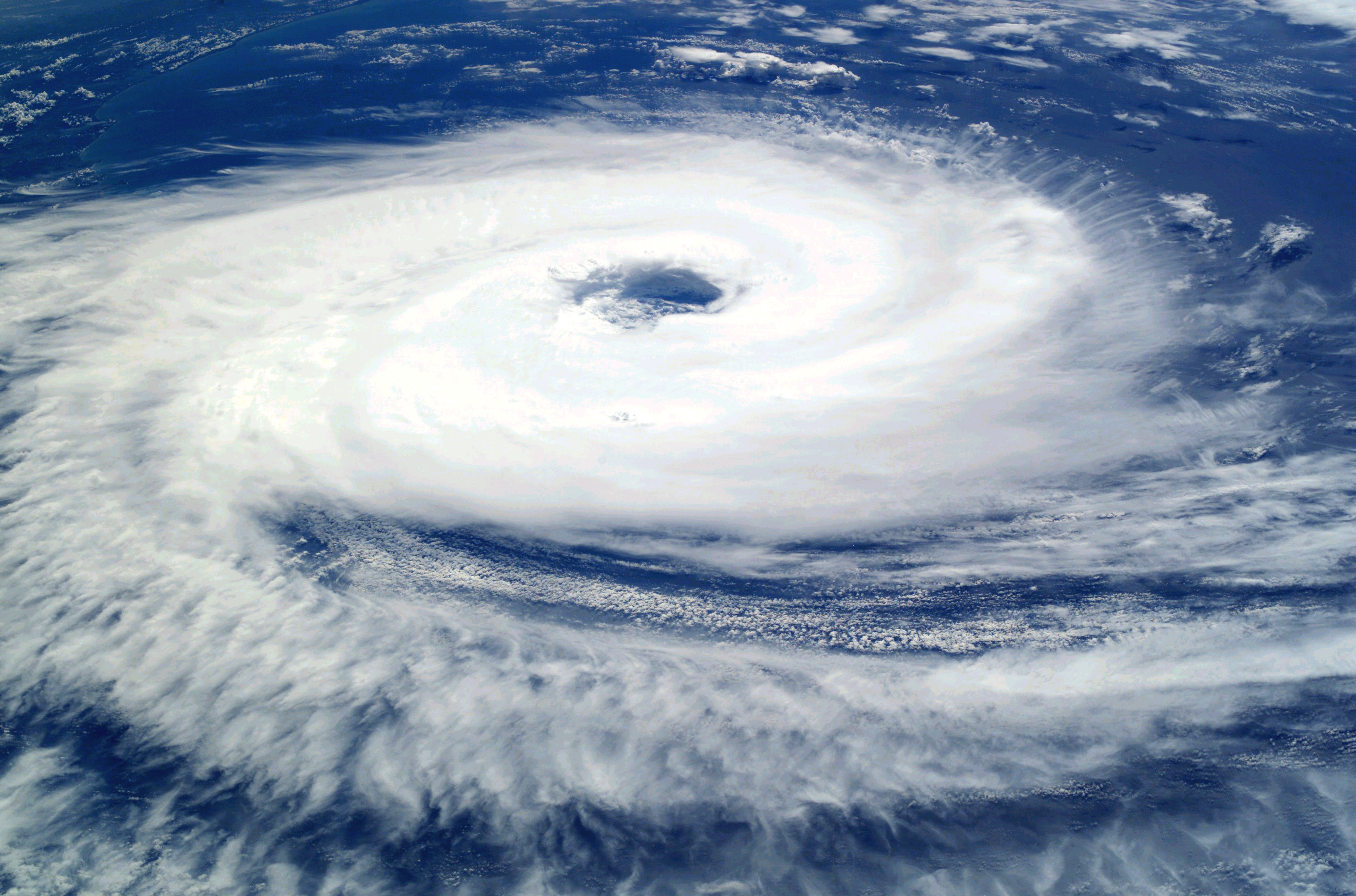
Entre 27 e 28 de março - Furacão Catarina atinge parte do litoral sul brasileiro

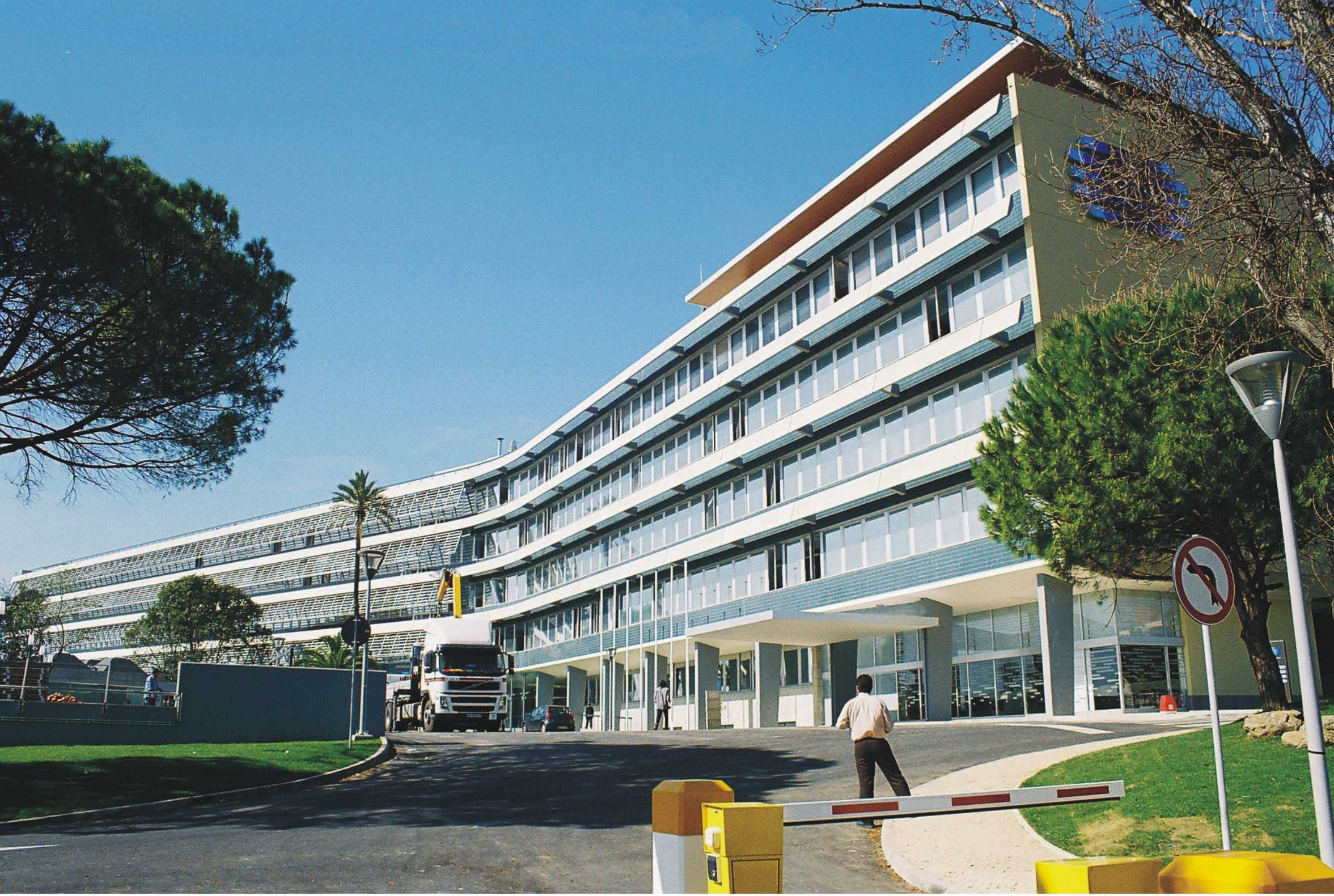
31 de março - inaugurada a nova sede da RTP em Cabo Ruivo, Lisboa.

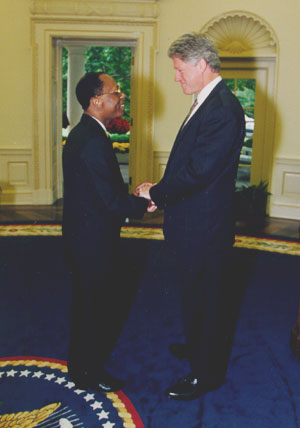
29 de agosto - o presidente do Haiti, Jean-Bertrand Aristide, é deposto. Na foto com o presidente americano Bill Clinton, em 1994.

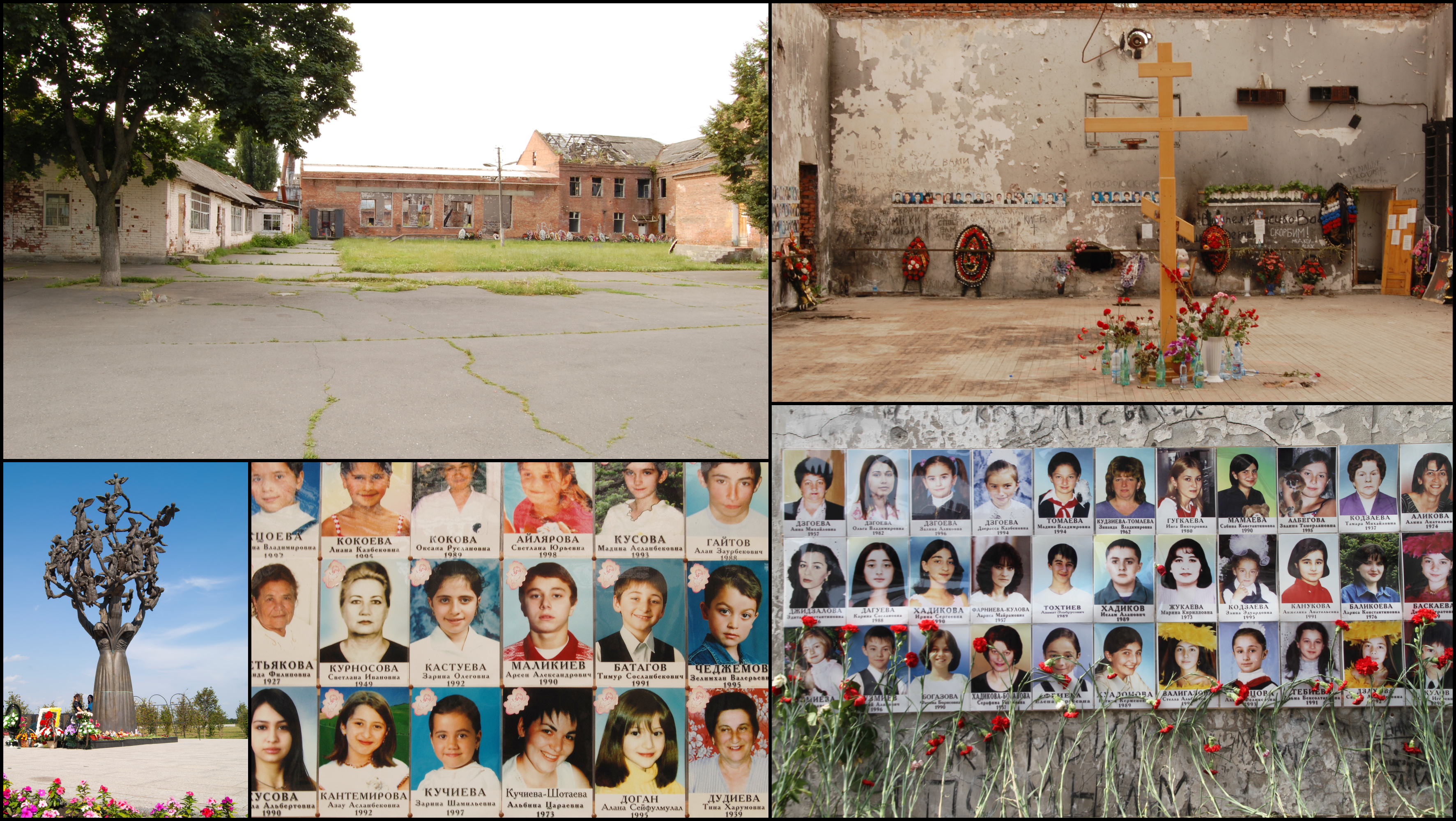
Entre 1 e 3 de setembro - A escola da cidade de Beslan foi invadida por grupos terroristas que mantiveram reféns todos que estavam no local

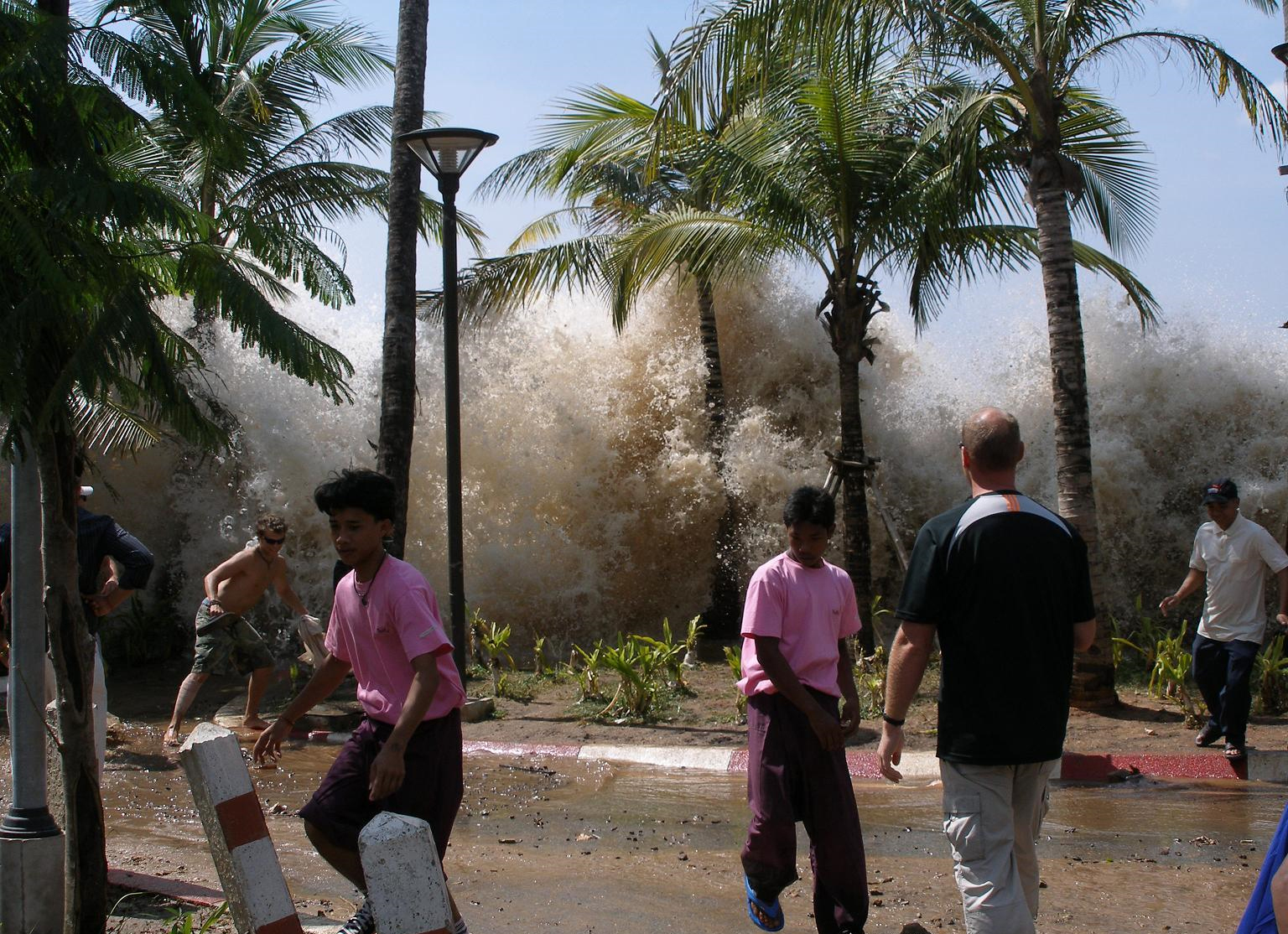
26 de dezembro - tsunami na Tailândia após sismo.

- Celebração do IV Centenário da Irmandade de São Pedro ad Vincula, com a construção de raiz de uma sede social própria, fora do edifício da Sé Catedral de Angra do Heroísmo.[1]

### Janeiro
- 1 de janeiro - Em Portugal, é criada a freguesia de Corvite, no concelho de Guimarães.
- 9 de janeiro - Priscila Belfort, irmã do lutador de MMA Vítor Belfort, foi dada como desaparecida. Até hoje não há pistas, e Priscila foi dada como morta pelos policiais.
- 24 de janeiro - Criada a rede social Orkut (Site de relacionamentos do Google).
- 28 de janeiro - Chacina de Unaí, em Minas Gerais, que deixou quatro auditores fiscais mortos.

### Fevereiro
- 4 de fevereiro - Foi criada a rede social Facebook.
- 6 de fevereiro - Explosão do metrô de Moscou.
- 8 de fevereiro - O robô Opportunity da NASA recolhe imagens de um sistema rochoso, em Marte, que indica a existência de água no planeta.
  - O presidente americano George W. Bush admite que o presidente iraquiano Saddam Hussein não possuía armas de destruição em massa, numa entrevista à estação de televisão NBC.
  - Bill Clinton, Mikhail Gorbachev e Sophia Loren são premiados com um Grammy pela narração do disco contando a história de Pedro e o Lobo em moldes modernos.
- 25 de fevereiro - A Líbia começa a destruir cerca de 3 300 bombas preparadas para receberem ogivas químicas.

### Março
- 2 de março - Invasão do Iraque: a Organização das Nações Unidas conclui que o Iraque não possui armas de destruição em massa, contrariando George W. Bush e Tony Blair, para justificar a invasão daquele país.
- 11 de março - Atentado terrorista em Madri, Espanha.
- 14 de março - José Luis Rodríguez Zapatero do PSOE vence as eleições parlamentares espanholas.
- 24 de março - Se forma no Atlântico sul o Furacão Catarina, que três dias depois viria a atingir parte do litoral do sul brasileiro.
- 27 de março - Ocorre o Furacão Catarina. O alerta de furacão foi dado pelos EUA com uma semana de antecedência, mas os meteorologistas do Brasil ficaram por receio, provavelmente por ser um evento nunca antes registrado.
- 31 de março - A Radiotelevisão Portuguesa se torna a Rádio e Televisão de Portugal, e ganha uma nova sede em Cabo Ruivo, Lisboa.

### Abril
- 4 de abril - O alemão Michael Schumacher, da Ferrari, vence o Grande Prêmio do Barém, primeira prova da história da Fórmula 1 no Oriente Médio.
- 30 de abril - É criada a Minustah pela ONU.

### Maio
- 1 de maio - República Checa, Chipre, Eslováquia, Eslovênia, Estônia, Hungria, Letônia, Lituânia, Malta e Polônia aderem à União Europeia.
- 4 de maio - Garçon à la pipe, um quadro de Pablo Picasso, torna-se o quadro mais caro do mundo, ao ser vendido em um leilão por 104,1 milhões de dólares.
- 6 de maio - Vai ao ar, nos Estados Unidos, o último episódio da série de tv Friends.
- 14 de maio - Casamento Real de Frederico, Príncipe Herdeiro da Dinamarca e Mary Elizabeth Donaldson
- 22 de maio - Casamento Real de Felipe, Príncipe das Astúrias e Letizia Ortiz
- 31 de maio - Lançamento do desenho britânico Peppa Pig.

### Junho
- 1 de junho - A australiana Jennifer Hawkins é eleita Miss Universo.
- 4 de junho - Lançamento do filme Harry Potter e o Prisioneiro de Azkaban da escritora britânica J. K. Rowling
- 7 de junho - Estreia a terceira temporada do programa Teca na TV no Canal Futura.
- 11 de junho - A sonda Cassini-Huygens atinge a máxima aproximação de Febe.
- 12 de junho - Inicia-se a Euro 2004, em Portugal.
- 24 de junho - É anunciado o primeiro vírus para telefones celulares: Cabir.
- 27 de junho - O filme Shrek 2 é lançado nos Estados Unidos

### Julho
- 1 de julho
  - A sonda Cassini-Huygens, da NASA faz a entrada na órbita de Saturno às 1h12min e termina às 2h48min (hora universal), após 7 anos de viagem.
- 17 de julho - Pedro Santana Lopes toma posse como primeiro-ministro do XVI Governo Constitucional em Portugal.
- 28 de julho - Início da 4ª edição da Minho Campus Party.
- 30 de julho - Horst Köhler substitui Johannes Rau como Presidente da Alemanha.

### Agosto
- 20 de agosto - Lançamento do jogo Def Jam Fight for NY.
- 24 de agosto - Um Tupolev Tu-154B2 (RA-85556) da S7 Airlines, em rota de Moscovo para Sochi explodiu devido a um atentado terrorista. 46 pessoas morreram.
- 29 de agosto - O presidente do Haiti, Jean-Bertrand Aristide, é deposto.

### Setembro
- 1 de setembro - Separatistas chechenos invadem escola de Beslan, na república russa da Ossétia do Norte.
- 17 de setembro - Lançamento do The Sims 2
- 22 de setembro - Estreia do Piloto de Lost na ABC

### Outubro
- 3 de outubro - Eleições para prefeitos e vereadores de todo o Brasil.
- 4 de outubro - Lançamento do jogo Mortal Kombat: Deception.
- 5 de outubro - Lançamento do anime Bleach
- 14 de outubro - Desabamento do Edifício Areia Branca, em Jaboatão dos Guararapes, na Região Metropolitana do Recife, resultando em quatro mortos e dois feridos.[2]
- 24 de outubro - ** A brasileira Priscilla Meirelles vence o Miss Terra 2004 e faz do Brasil como o primeiro país do mundo a vencer todos os quatro maiores concursos de beleza; e ainda encerra um jejum de 33 anos desde a última vez que o país venceu um concurso internacional, quando Lúcia Petterle foi coroada Miss Mundo 1971.
  - Pela primeira vez na história, o Grande Prêmio do Brasil encerra a temporada de Fórmula 1; vitória de Juan Pablo Montoya, piloto da WilliamsF1/BMW
- 26 de outubro - Lançamento do jogo Grand Theft Auto: San Andreas

### Novembro
- 1 de novembro
- A UIPAC, aprova oficialmente o elemento 111 da tabela periódica como roentgênio
- 2 de novembro - O presidente americano, George W. Bush, é reeleito.
- 9 de novembro - Lançado o navegador Mozilla Firefox 1.0.
- 16 de novembro - É Lançado o jogo Half-Life 2
- 19 de novembro - Lançado o The SpongeBob SquarePants Movie
- 21 de novembro - É lançado nos Estados Unidos o Nintendo DS.
- 23 de novembro - É lançado na América do Norte o videogame World of Warcraft
- 30 de novembro - O Presidente da República Portuguesa, Jorge Sampaio anuncia a decisão de dissolver a Assembleia da República e como consequência o governo em funções.

### Dezembro
- 4 de dezembro - A peruana María Julia Mantilla García é eleita Miss Mundo.
- 8 de dezembro - A Declaração de Cusco é assinada em Cusco, Peru, criando a Comunidade Sul-Americana de Nações.
- 12 de dezembro
  - Paul Martin toma posse como primeiro-ministro do Canadá, sucedendo Jean Chrétien.
  - É lançado no Japão o vídeo game PlayStation Portable.
- 26 de dezembro - Um terremoto no Oceano Índico, seguido de Tsunamis provoca a destruição nos países do Sudeste Asiático. Estimou-se o número de mortos em 400 000 pessoas.
- 28 de dezembro - Lançamento do jogo Gran Turismo 4
- 29 de dezembro - Criação da Diocese de Castanhal.
- 31 de dezembro - Com 509 metros de altura, o Taipei 101, o 3º prédio mais alto do mundo, é inaugurado, em Taiwan.

## Nascimentos
- 5 de janeiro - Ahn Ji-ho, ator sul-coreano.
- 21 de janeiro - Ingrid Alexandra da Noruega, é a filha mais velha do príncipe Haakon, Príncipe Herdeiro da Noruega.
- 26 de janeiro - Addison Riecke, atriz, produtora e modelo norte-americana.
- 6 de fevereiro - Luísa da Bélgica, filha única do príncipe Lourenço da Bélgica.
- 19 de fevereiro - Millie Bobby Brown, é uma atriz e cantora britânica nascida na Espanha.
- 24 de fevereiro - Nina Krivochein, é uma escritora brasileira, resenhista e crítica literária.
- 13 de março - Cori Gauff, é uma tenista estadunidense.
- 24 de março - Chayatorn Trairattanapradit, ator, baterista, beatboxer, cantor, compositor, dançarino e produtor musical tailandês.
- 27 de março - Amira Willighagen, cantora neerlandesa de ópera.
- 1 de maio - Charli D'Amelio, personalidade de mídia social e dançarina norte-americana.
- 3 de maio - Mel Maia, é uma atriz brasileira.
- 23 de maio - Matheus Ueta, é um Ator, Apresentador, Dublador, Escritor, Cantor e Gamer brasileiro.
- 13 de junho - Norawit Titicharoenrak, ator tailandês.
- 4 de julho - Alex R. Hibbert, ator americano.
- 27 de julho - Huening Bahiyyih, é uma cantora sul-coreana, integrante do grupo feminino Kep1er
- 4 de agosto - Tinnasit Isarapongporn, ator e cantor tailandês.
- 5 de agosto - Pablo Gavi, é um Futebolista Espanhol
- 3 de outubro - Noah Schnapp, é um ator norte-americano.
- 14 de outubro - Gabriel Bortoleto, automobilista brasileiro.
- 18 de outubro - Nattawat Jirochtikul, ator tailandês.

## Mortes

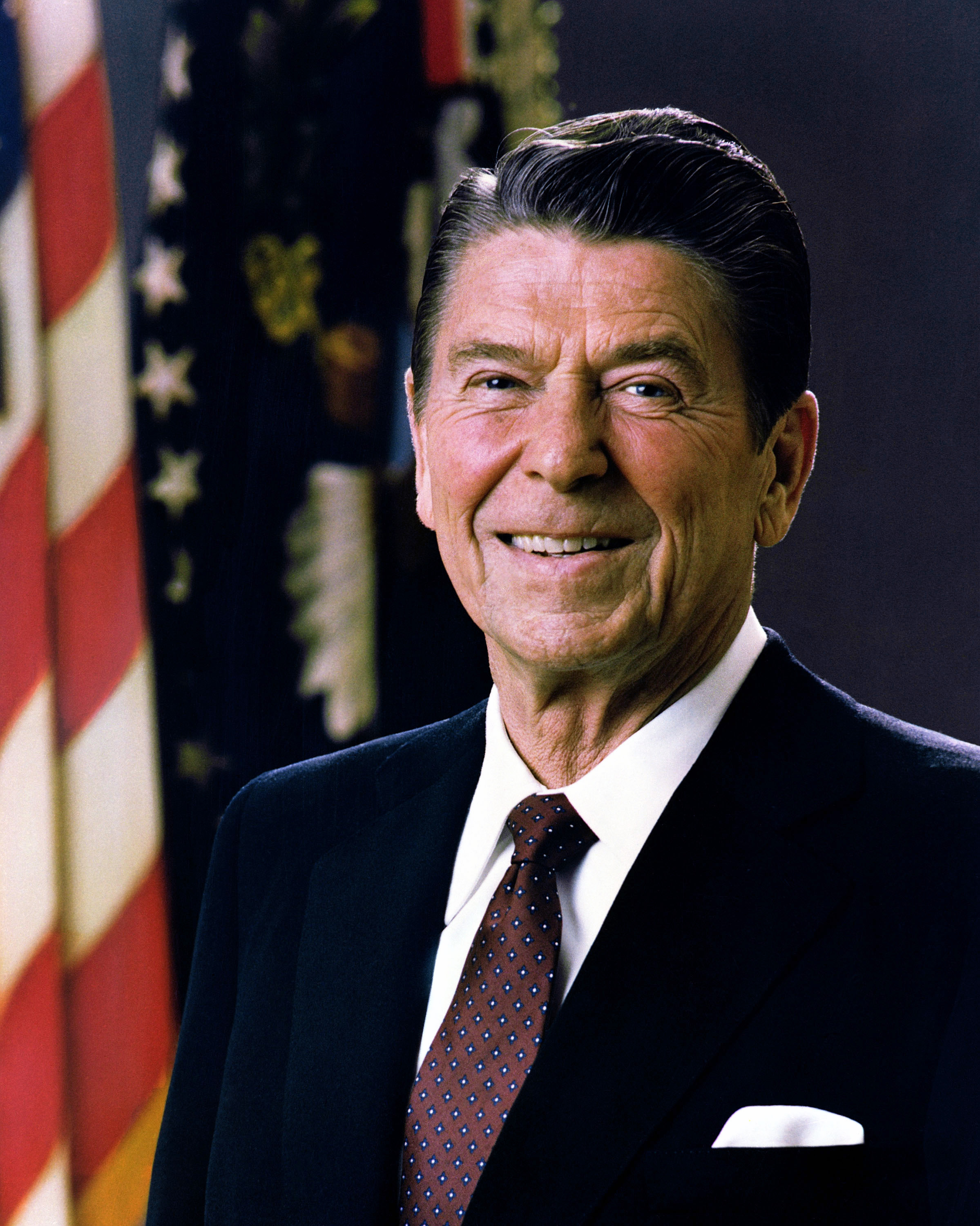
5 de junho - Ronald Reagan, ator e político norte-americano, 40º presidente dos Estados Unidos (n. 1911).

- 9 de janeiro - Norberto Bobbio, filósofo italiano (n. 1909).
- 25 de janeiro - Miklós Fehér, futebolista Húngaro (n. 1979).
- 4 de fevereiro - Hilda Hilst, poetiza, ficcionista, cronista e dramaturga brasileira. (n.1930).
- 26 de fevereiro - Boris Trajkovski, presidente da República da Macedônia (n. 1956).
- 19 de março - António de Sommer Champalimaud, empresário português. (n. 1918).
- 20 de março - Juliana dos Países Baixos, rainha dos países baixos de 1948 até 1980 (n. 1909).
- 22 de março - Ahmed Yassin, fundador da Hamas. (n. 1936).
- 18 de abril - Kamisese Mara, político das ilhas Fiji (n. 1920).
- 4 de maio - David Reimer, homem canadense que foi criado como uma menina após uma circuncisão malfeita (n. 1965).
- 26 de maio - Renato Master, ator e dublador brasileiro (n. 1939).
- 28 de maio - Umberto Agnelli, empresário italiano (n. 1934).
- 3 de junho - Frances Shand Kydd, mãe de Diana, Princesa de Gales (n. 1936).
- 3 de junho -  Quorthon, fundador e principal compositor da banda sueca Bathory (n. 1966).
- 5 de junho - Ronald Reagan, ator e político norte-americano, 40º presidente dos EUA (n. 1911)
- 9 de junho - Sousa Franco, político português (n. 1942).
- 10 de junho
  - Lino de Carvalho, político português (n. 1946).
  - Ray Charles, cantor e pianista americano (n. 1930).
- 19 de junho - Oscar Bento Ribas, escritor e etnólogo angolano (n. 1909).
- 21 de junho - Leonel Brizola, político brasileiro, ex-Governador dos estados do Rio Grande do Sul e do Rio de Janeiro (n. 1922).
- 24 de junho - Carlos Alberto Lacoste, militar e presidente interino da Argentina em 1981 (n. 1929).
- 1 de julho - Marlon Brando, ator estadunidense (n.1924).
- 3 de julho - Andrian Nikolayev, cosmonauta russo (n. 1929).
- 10 de julho - Maria de Lourdes Pintasilgo, política portuguesa, ex-primeiro-ministra (n. 1930).
- 15 de julho - Hugh Shearer, político jamaicano (n. 1923).
- 16 de julho - Thomas Klestil, político austríaco e presidente da Áustria de 1992 a 2004 (n. 1932).
- 17 de julho
  - Agenor Miranda, babalorixá do candomblé e escritor (n. 1907).
  - José López Portillo, presidente do México de 1976 a 1982 (n. 1920).
- 28 de julho - Francis Crick, cientista britânico (n. 1916).
- 2 de agosto - Henri Cartier-Bresson, importante fotógrafo do século XX,  (n. 1908).
- 14 de agosto - Francisco Flaviano de Almeida, o Simplício, humorista brasileiro (n. 1916).
- 16 de agosto - Luís de Castro Faria, antropólogo brasileiro (n. 1913).
- 20 de agosto - Rainha Juliana dos Países Baixos, rainha dos Países Baixos (n. 1909).
- 26 de agosto - Laura Branigan, cantora e atriz estadunidense (n. 1952).
- 30 de agosto - Michael Jeter, ator americano (n. 1952).
- 1 de setembro - Enéas Eugênio Pereira Faria , político brasileiro (n. 1940).
- 11 de setembro - Marino Gomes Ferreira, médico brasileiro (n. 1907).
- 23 de setembro - José Carlos dos Reis Encina, criminoso brasileiro (n. 1956).
- 28 de setembro - Giulio Massarani, professor universitário brasileiro (n. 1937).
- 6 de outubro - Veríssimo Correia Seabra, presidente da Guiné-Bissau em 2003 (n. 1947).
- 7 de outubro - Miki Matsubara, cantora e compositora japonesa (n. 1959).
- 9 de outubro - Jacques Derrida, filósofo francês (n. 1930).
- 10 de outubro - Christopher Reeve, ator norte americano (n. 1952)
- 11 de outubro - Fernando Sabino, escritor e jornalista brasileiro (n. 1923).
- 2 de novembro - Zayed bin Sultan Al Nahayan, presidente dos Emirados Árabes Unidos de 1971 a 2004 (n. 1918).
- 11 de novembro - Yasser Arafat, presidente da Autoridade Palestiniana (n. 1929).
- 12 de novembro - Tamara Shakryl, linguista, professora e defensora dos direitos humanos (n. 1925 ou 1926).
- 13 de novembro - Harry Lampert, um dos criadores do super-herói Flash da DC Comics. (n. 1916).
- 18 de novembro - Borjalo, ator e cartunista brasileiro (n.1925).
- 20 de novembro - Celso Furtado, economista brasileiro (n. 1920).
- 27 de novembro - Fernando Valle, fundador do Partido Socialista português. (n. 1900).
- 8 de dezembro - Dimebag Darrell, músico, guitarrista do Pantera (banda). (n. 1966).
- 19 de dezembro - Geraldo Calabria Lapenda, filólogo brasileiro (n. 1925).
- 28 de dezembro - Susan Sontag, crítica estadunidense. (n.1933).

## Por tema
- 2004 na arte
- 2004 no Brasil
- 2004 na ciência
- 2004 no cinema
- 2004 no desporto
- Eleições em 2004
- 2004 nos jogos eletrônicos
- 2004 na literatura
- Mortes em 2004
- 2004 na música
- 2004 no teatro
- 2004 na televisão

## Prémio Nobel
- Física - David J. Gross, H. David Politzer e Frank Wilczek, "pelo descobrimento de liberdade assimptótica na teoria da intensa interação."
- Química - Aaron Ciechanover, Avram Hershko e Irwin Rose, "pela descoberta da degradação de proteínas mediada pela ubiquitina."
- Nobel de Fisiologia ou Medicina - Linda B. Buck e Richard Axel, "por suas descobertas de receptores de odor e a organização do sistema do olfato."
- Literatura - Elfriede Jelinek
- Paz - Wangari Maathai, ambientalista e activista dos direitos humanos queniana, "por sua contribuição para o desenvolvimento sustentável, democracia e paz."
- Prémio do Banco da Suécia em Ciências Econômicas em Memória de Alfred Nobel - Finn E. Kydland e Edward C. Prescott

## Epacta e idade da Lua
| Epacta gregoriana | 9 (IX)  |
| Idade da Lua      | Letra k |